# سبهان آدم
سبهان آدم (19 يناير 1973 - ) هو فنان تشكيلي سوري من أبرز فناني ما بعد الحداثة في العالم العربي.

## البدايات
انطلق من بلده إلى العالم بعصامية بحتة ليدخل عالم الفن التشكيلي، ويعد اليوم مدرسة مستقلة لها طابعها الغرائبي.
بدأ رحلته الفنية بعمله الدؤوب وبتعلمه الذاتي إلى أن وصلت أعماله إلى أعرق دور العرض العالمية ووضعت في أهم متاحف الفن الحديث.
تتشكل شخصيات آدم اللونية بعنف دال على دواخل نفسية متمردة تجاوز فيها كل تقنيات المدارس الانطباعية والتصويرية، التي تعجز أحياناً عن التعبير.
إن تجربته الفنية الرائدة كانت مصدر إلهام للكثيرين من أبناء جيله ومن أجيال لاحقة من الفنانين الذين استوحوا من أعماله المتمردة الكثير فكان منهم المقلدون والمريدون في مختلف أنحاء العالم.

## التأثير
غير التأثير الكبير لأعمال سبهان آدم مسار الفن العربي وتاريخه بشكل واضح وساهم في نقله من مكان لآخر فكان هذا الفن عملاً نخبوياً تتذوقه النخبة كما يشعر به الإنسان الفطري. فسبهان آدم اسم فني لا يتكرر استطاع أن يكون رائدآ في مجاله لا يداني إنجازاته أحد بالنشأة أو القيمة الإبداعية أو حتى بالكمية.
تتميز أعماله بالصدق بعيدآ عن التزييف والإدعاء ولا تنسجم مع اصحاب القلوب السوداء ’ ويصعب جدآ اختصار تجربته في كلمات أو جمل مهما بلغت، فالحقيقة أنه أكبر وأعظم من أي شرح أو تفصيل، ونستطيع القول أن العدالة تتطلب أن ترفع القبعة لسبهان آدم دائماً.

## الأسلوب
يعتبر أسلوب لوحات آدم انفجارآ في أحشاء الفن العربي والعالمي.
«يا آدم أبعدني عن آدم» هذا هو الصوت الذي نكاد نسمعه يخرج من لوحات سبهان آدم عندما ننظر إليها. إذ لا يصور الفنان وجه الإنسان في سياق العبارة القرآنية: «أحسن تقويم» ’ وإنما يجيء الوجه من رحم الطبيعة في بدائيتها الأولى نقيضاً لـ «جمالية» العقل والشرع في آن واحد.
و يبدو الإنسان في أعماله باحثآ عن نفسه يتساءل: هل أنا أنا؟؟؟ فالوجه مكسور بملامح كائنات غير إنسانية، ومحرف عن طبيعته، ولهذا التشويه جمالية خاصة تتمثل في مزج الحياة بالرسم مزجاً عضوياً. اللوحة حياة، والأنا كيان إنساني حيواني، إنه مزج يزعزع من جهة حدود الهوية في اللوحة، ويولد من جهة ثانية، قوة جديدة تتجاوز قوة الإنسان المعهودة.
إن الفن المستجد في القرن الواحد والعشرين سيكون " فن التجاوز" والفنان يجب أن يكون ثائرا متفردآ ذا خصوصية ترتسم ضمن هذا التجاوز".

## سبهان آدم اليوم
لمعت تجربة التشكيلي «سبهان آدم» الذي يشكل حالة مميزة وذات خصوصية في التشكيل ويعد أحد أهم فناني مابعد الحداثة، وهو يعمل الآن بمؤسسة مستقلة يديرها شخصيآ ويطبع كتباً فنية فخمة جدآ عن أعماله بتمويل ذاتي، فهو رغم تواجده القوي في الساحة الفنية التشكيلية العربية والعالمية حيث أنه قد أقام أكثر من 70 معرض فردي في كثير من بلدان العالم منهم كان بشكل تظاهرة في خمس مقاطعات في فرنسا في آن أحد، إلا أنه لا يخضع لأي معيار في تسويق أعماله بل يفرض ما لديه بانسيابية لطيفة كالماء مما أدى إلى عدم هدوء حركة بيع لوحاته لدرجة أن أكثر من 90% من إنتاجه غير مصور لأنها تباع فور رسمها.
___________________________________

## لعبة الصدفة
لعبت الصدفة دورها في حياة سبهان آدم. نبذه المحترف السوري في دمشق لخروجه عن المواصفات. فما كان منه إلا ان واجه هذه التحديات بمزيد من التمرد على منتقديه من الفنانين الذين وصفهم بالحثالة من «حراس الفن السخيف»، وهو البدوي المتقشف والمتعالي واللاذع في آن واحد. لقي فنه تشجيعاً من رئيس المؤلفين والمترجمين في وزارة الثقافة السورية أنطوان مقدسي، فكان معرضه في المركز الثقافي الفرنسي في دمشق، نقطة تحول مهمة في حياته التي ما لبثت ان تطورت في محيط لا يمكن أن يوصف إلا بالعدائية. استطاع بعدها خلال عشر سنوات ان يصنف الأول وأن يحقق بسرعة قياسية ما عجز عن إنجازه كبار الفنانين الذين سبقوه.
بعيداً من الأسطرة التي تحاك حول حياته ومساره، استطاع سبهان ان يستوعب الموروث الجمالي - الحداثي وأن يعمل على تفكيكه وتجاوزه في مرحلة «إنسانية ما بعد تجارب فاتح المدرّس ومروان قصّاب باشي». فأوصل تجربته المتداخلة والسديمية إلى ذروة الهذيان والفوضى. فهو يعمل وفق فهمٍ متوتر للأشياء واستحضار الممكن من ذاكرته الحافلة بالرؤى والأشكال والتكوينات التي تعلن عن هويتها بكثير من الألم والانكفاء. لذا فإن شخصياته تتقمص أدواراً تتباين بين الرجل - المسخ، والصعلوك الذي يرتدي معطف الملوك، والرجل - المهرج في ملابس السيرك. وعلى رغم محدودية قائمة ألوانه إلا أن التعارض بين اللون الأسود للكائن والقاع الذهبي للخلفية، من شأنه أن يضفي مظهراً ساخراً مضاداً للأيقونية الصوَرية المطبوعة بالقداسة في التقاليد الفنية. ثمة مزج بين الحقيقة والألم والغضب والسخرية، تتراءى في تكاوين رجل يتدثر بغموض نظرته العميقة وهو مرفوع أحياناً على طبقٍ، كقربان أو أضحوكة في حال من النزف يثير الشفقة.

## السخرية والمرارة
شعائر وطقوس تبدو للوهلة الأولى تعسفية أتلفها اللعب والسخرية التكهنية والمرارة القصوى. يظهر الرجل في أعماله واقفاً دوماً على رجلٍ واحدة في مناخ مسرحي عبثي يضج بالحركة والتعابير. فالفنان يبتكر شخوصه بتلقائية فطرية وتقنية تلوينية خشنة لا تعتني كثيراً بالتفاصيل، بل تدخل في حمّى عضلية تقوم بنسخ اللوحة ذاتها مراراً وتكراراً بتغييرات طفيفة في اللون. في أحيانٍ يلجأ إلى نمنمة جزء بسيط من الكتلة بألوان زاهية وفطرية، قد تخفف من ثقل السواد الذي يجثم على مساحة اللوحة وسطوحها. كما يغامر بلطخات ضخمة من الذهبي والفضي على نحو خاص، ما يمنح اللوحة فسحة تعبيرية، تقلل من شأن التشخيصيّة العالية لهذه الأعمال العبثية التي تقود سبهان آدم إلى مناطق مربكة وعصيّة على التفسير، قد تحتاج إلى تفسيرات ارتجالية موازية لهذياناته اللونية التي هي مزيج من خلائط تركيبية يخترعها بنفسه ويختبرها بعنف لوني وكابوسي. وإذا بهما يتناوبان مسار الخطوط العريضة التي تؤطر ملامح كائناته المفزوعة والخائفة إلى الأبد. يؤكد سبهان «أن تكويناته البشرية السابحة في فضاء معتم لها علاقة مباشرة بالاختناق والضجيج الذين يغلفان روحه أينما التفت».
في سلسلة لوحاته المعنونة «الرجال الطيور»، تحلّق شخوصه الحيوانية في فضاء كتيم ومعتم، لكنّه لمزيد من الوحشية يربطها بخيوط تتدلّى من سقف اللوحة ويتركها معلّقة بين الأرض والسماء كما لو أنها مصابة بلعنة أبدية. وفي «قلادات»، يستلهم من الدائرة أسئلة الكون في طواف ميثيولوجي حول معنى الحياة في دورتها الأزلية من دون أن يتخلى عن فطريته في تفسير مكوّنات خطوطه وألوانه المتقشّفة التي تتوارى وتخفت أمام فزع نظرة الكائن في عمق اللوحة.
يعيش سبهان آدم عند حدود الصحراء السورية، وفي ذلك المنفى الاختياري يستدعي كائناته السحرية وسط عويل الصحراء ورمالها، يتلاعب بمصائرها كي يسحقها بخشونته البدوية، فيترك كائناته في الحيرة، مثبّتة إلى جدار ذهني لا تتزحزح عنه. بدءاً بهذه الصورة الثابتة، يعمل هذا الفنان الذي يقف على حدة بين أقرانه وأبناء جيله، على إدارة ظهره لكلّ المواصفات التشكيلية.
شخصية صراعية، هو سبهان آدم على رغم غروره وادعائه وتعاليه فهو منغمس عميقاً في الألم. ميزته أن أعماله تخاطب ذائقة معولمة تجد في مسوخه صورة مثلى للقمع الذي يعانيه الإنسان المعاصر.

## معارضه
- 2008

- Art Space, Dubai
- G.K Gallery, Damascus - Syria
- Saeb Eigner, London - U.K
- Le Rat Mort Gallery, Brussel - Belgium
- Cavin Morris Gallery, New York - U.S.A
- Cherfan Gallery, Beirut - Lebanon
- Janine Rubeiz, Beirut - Lebanon
- Mattis Gallery, Morocco
- Art House Gallery, Damascus - Syria
- Le Violon Bleu, London - U.K
- French Cultural Centre, Damascus - Syria
- Polad-Hardouin Gallery, Paris - France

- 2007

- Art House, Damascus
- XVA Gallery, Dubai
- Musées des Beaux-Arts du Mans, Paris
- Galerie Idées d'Artistes, Paris
- Galerie Meyer le Bihan, Paris
- Espace Culturel André Marlaux, Paris
- Foresight Gallery, Amman

- 2006

- Galerie Fallet, Geneva
- Gavin Morris Gallery, New York
- Galerie Mathias Beck, Hambourg
- Home Art, Perros - Guirec
- Chapelle Sainte Anne, Tours
- Art Space, Dubai
- Galerie Karim Francis, Cairo

- 2005

- Centre Culturel André Marlaux Le Kremline-Bicetre (France)
- Galerie Idées d'Artistes, Paris
- Cabinet Rouer, Bernard, Bretout et Yearlings Corporate Finance, Paris
- Chocolaterie du Kremline, Bicetre

- 2004

- Espace SD, Beirut
- Zara Gallery, Amman
- Galerie Daniel Duchoze, Rouen
- Galerie Artimis, Tunis
- Galerie Lillebonne, Nancy
- Galerie Off-Ample, Barcelona
- Phyllis Kind Gallery, New York

- 2003

- La Comédie Humaine, Gallery Idées d'Artistes, Paris
- One Man Show, Médiatheque François Mitterrand, Les Ulis
- Centre Culturel Français, Damascus

- 2002

- Agial Gallery, Beirut
- Zara Gallery, Amman
- Centre Culturel Français, Damascus
- Atrium du Faubourg, Tripoli
- Maison Culturel, Beirut
- Galerie Commines, Paris

- 2001

- Centre Culturel Français, Damascus

- 2000

- Orient Gallery, Amman

- 1999

- Espace de Lille, Nice (France)
- Galerie Cité Internationale des Arts, Paris
- Galerie Transversale, Paris

- 1998

- Cham Palace Hotel, Aleppo
- Galerie Bruno Frey, Dijon (France)

- 1996

- Centre Culturel Français, Damascus
- Centre Cervantes, Damascus

- 1995

- Centre Culturel Français, Damascus
- Agial Gallery, Beirut

- 1994

- Goethe Institut, Damascus

## معارض مشتركة
- 2008

- Scope Art Fair, London - U.K
- Art-Elysées,FIAC, Paris - France
- Le Zébre Bleu
- Chelsea Art Galleries
- Middle East - Opera Gallery. Paris, New-York, Miami & Singapore
- Kunstaspekte - Kunst International
- Galleria Del Leon
- Kunstler Auf Artnet
- Art Galleries in New Band Street, London
- Saudi Aramco World
- Time Out Beirut Gallery
- NYAB Event Exhibition
- Art in The City, Tunisia
- Palm Beach Museum U.S.A

- 2006

- Museum Frankfurt, Germany "Arab Festival"

- 2005

- Salon de Mai, Paris

- 2005

- Recontres "A3-art", Paris

- 2004

- "Désirs bruts", Les Ulis (France)
- OUtsider Art Fair, Phyllis Kind Gallery, New York
- Festival Art & Déchirure, Rouen
- Art Paris, Galerie Idées d'Artistes, Paris

- 2003

- Salon d'Angers, Paris